# Бонифаций II (Сполето)
Бонифаций II (на латински: Bonifacius II, † юли/декември 953) е херцог на Сполето от 946 г. и маркграф на Камерино.

## Биография
Той е син на граф Хукбалд от Болоня. Става херцог на Сполето след свалянето на херцог Хумберт.
Бонифаций II се жени между 921 и 17 юли 923 г. за Валдрада от род Велфи, дъщеря на крал Рудолф I от Горна Бургундия и Вила Бургундска, дъщеря на крал Бозон Виенски от Долна Бургундия.
Последван е от синът му Теобалд II (* 923/925, † юли 957/961).